# Poul Henningsen

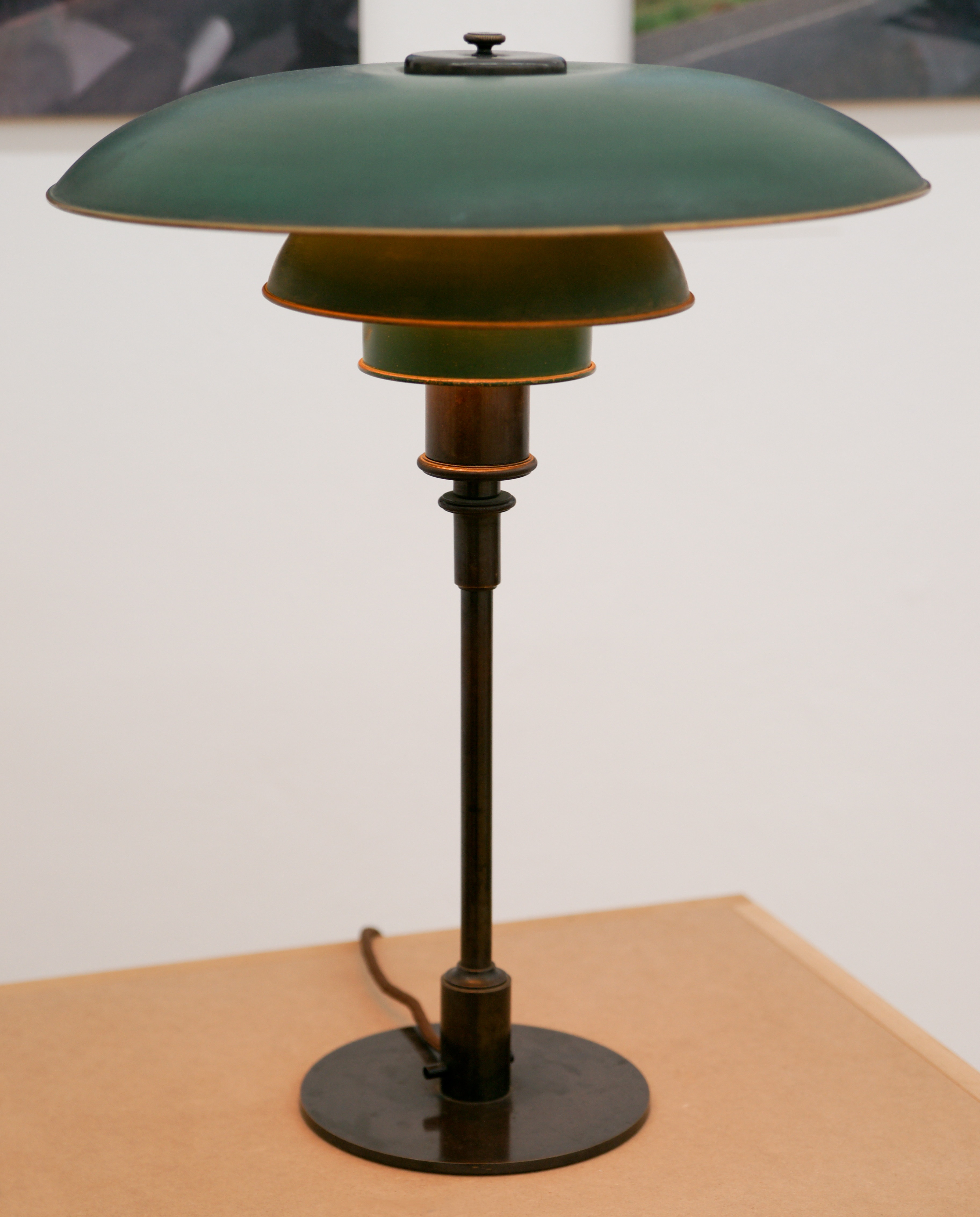
lampa z 1941

Poul Henningsen (ur. 9 września 1894 w Ordrup, zm. 31 stycznia 1967 w Hillerød) – był duńskim architektem, krytykiem sztuki, filmowcem i publikującym pod inicjałami PH. Był synem pisarki Agnes Henningsen i pasierbem konsula Madsa Henningsena. Jego biologicznym ojcem był pisarz Carl Ewald.
Agnes Henningsen, matka Poula, zaszła w ciążę w wyniku romansu z pisarzem Carlem Ewaldem. W rezultacie urodził się Poul Henningsen, oficjalnie jako syn Madsa i Agnes Henningsenów. W 1985 rodzice Poula rozwiedli się. Później matka ponownie wyszła za mąż za Simona Kocha.
W 1910 roku Henningsen zdał egzamin na murarza. W latach 1911–1917 uczył się w Det tekniske Selskabs Skole (dziś Københavns Tekniske Skole), przez trzy semestry studiował także na politechnice. Jednocześnie uczył się malarstwa u fińskiego malarza Johannesa Larsena. Podobnie jak wielu innych architektów buntowników, uczył się rzemiosła poza Kunstakademiets Arkitektskole.
W 1919 poślubił Else Strøyberg, małżeństwo trwało do 1942. Z tego małżeństwa miał syna Simona P. Henningsena, który przejął po ojcu stanowisko architekta ogrodu Tivoli. W 1943 Henningen wziął ślub ze swoją współpracownicą Inger Henningsen.
Henningsen był ważną postacią radykalizmu kulturowego w latach 30. XX wieku. Swoje krytyczne poglądy prezentował już w latach 20., kiedy pełnił funkcje redaktora i wydawcy czasopisma „Kritisk Revy”, które stało się organem o historycznym znaczeniu w kontekście demokratycznej architektury i designu stosowanego w masowej produkcji.
Henningsen prowadził własne studio projektowe. Wspólnie z architektami Hansem Hansenen i Mogensem Voltelenem pracował na projektami lamp. Celem prac było stworzenie abażura, który pozwalał na łagodne rozproszenie światła. Henningsem eksperymentował w swoim domu, gdzie specjalnie do tego celu pomalował ściany na czarno. Przełom w pracach nastąpił, kiedy przyjaciel Henninsena Thorkild Henningsen przedstawił go dyrektowowi Louis Poulsen & Co, Kaastrupowi Olsenowi. Firma wyprodukowała kilka opraw oświetleniowych według projektu Henningsena i wysłała je na międzynarodową wystawę Arts décoratifs w Paryżu w 1925 roku. Henningsen został uhonorowany najwyższymi nagrodami we wszystkich sześciu kategoriach. Sukces projektu był spełnieniem marzeń Henningsena o wysokiej jakości, funkcjonalnym produkcie, który mógł być wytwarzany masowo.